# Aeromonas hydrophila
Aeromonas hydrophila je heterotrofní, gramnegativní bakterie, která se vyskytuje především v oblastech s teplejším podnebím. Je možné ji najít v sladké, slané, mořské, brakické, chlorované i nechlorované vodě. Aeromonas hydrophila přežívá jak v aerobním, tak i anaerobním prostředí. Živnou půdou jí může být želatina a hemoglobin. Bakterie byla izolována u lidí a u živočichů v 50. letech 20. století. Je značně rezistentní, především vůči chloru, mrazu a chladu.